# Calabroraphidia
Calabroraphidia is een geslacht van kameelhalsvliegen uit de familie van de Raphidiidae. 
Calabroraphidia werd voor het eerst wetenschappelijk beschreven door Rausch, H. Aspöck & U. Aspöck in 2004.

## Soort
Het geslacht Calabroraphidia omvat de volgende soort:
- Calabroraphidia renate Rausch et al., 2004